# Bandiera del Territorio Libero di Trieste
La bandiera del Territorio Libero di Trieste prendeva ispirazione dallo stemma del comune di Trieste, che era la capitale del territorio. La bandiera del comune di Trieste deriva direttamente da questa ma presenta solamente uno spiedo alla furlana di dimensioni inferiori.
Durante l'occupazione alleata precedente all'istituzione formale del territorio era messa solitamente vicino alla bandiera jugoslava e alle bandiere dei tre paesi alleati occidentali (Francia, Regno Unito e Stati Uniti) e alla bandiera italiana con la stella rossa al centro.
A partire dal 15 settembre 1947 nella zona A era accompagnata solamente dalle bandiere delle forze militari alleate (Regno Unito e Stati Uniti), mentre nella zona B era affiancata dalla bandiera jugoslava.